# 字符串运算
在计算机科学领域形式语言理论中，经常用到各种字符串函数；但是符号不同于计算机编程中所用到的，某些在理论领域中常用的函数，在编程中很少用到。本文定义其中一些基本术语。

## 字符串的字母表
字符串的字母表是在一个特定字符串中出现的所有字母的列表。如果 s 是字符串，则它的字母表指示为
{\displaystyle \operatorname {Alph} (s)}
这可以等价地认为是先把字符串中的所有字母按照给定的顺序排好，再去掉其中重复者。

## 字符串代换
设 L 是一个语言，并设 {\displaystyle \Sigma } 是它的字母表。字符串代换或简称代换是映射 f，它把 {\displaystyle \Sigma } 中的字母映射到(可能有不同的字母表的)语言。比如，给定一个字母 {\displaystyle a\in \Sigma }，有 {\displaystyle f(a)=L_{a}} 这里的 {\displaystyle L_{a}\subset \Delta ^{*}} 是其字母表为 {\displaystyle \Delta } 的某个语言。这个定义可被扩展到字符串为
{\displaystyle f(\varepsilon )=\varepsilon }
对于空串 {\displaystyle \varepsilon }，和
{\displaystyle f(sa)=f(s)f(a)}
对于字符串 {\displaystyle s\in L}。字符串代换可以被扩展到整个语言为
{\displaystyle f(L)=\bigcup _{s\in L}f(s)}
字符串代换的一个例子出现在正则语言中，它闭合于字符串代换之下。就是说，如果一个正规语言的字母被另一个正规语言所代换，结果仍是正规语言。

## 字符串同态
字符串同态是使得每个字母被替代为一个单一字符串的字符串代换。就是说，{\displaystyle f(a)=s}，这里的 s 是字符串，对于每个字母 a。字符串同态是保持字符串连接二元运算的同态。给定一个语言 L，{\displaystyle f(L)} 的集合叫做 L 的同态像。字符串 s 的逆同态像被定义为 
{\displaystyle f^{-1}(s)=\{w\vert f(w)=s\}}
而语言 L 的逆同态像被定义为 
{\displaystyle f^{-1}(L)=\{s\vert f(s)\in L\}}
注意一般的说 {\displaystyle f(f^{-1}(L))\neq L}，然而确实有 
{\displaystyle f(f^{-1}(L))\subseteq L}
和 
{\displaystyle L\subseteq f^{-1}(f(L))}
对于任何语言 L。简单单一字母置换密码是字符串代换的例子。

## 字符串投影
如果 s 是字符串，而 {\displaystyle \Sigma } 是字母表，s 的字符串投影是通过删除不在 {\displaystyle \Sigma } 中的所有字母结果的字符串。它被写为 {\displaystyle \pi _{\Sigma }(s)\,}。它通过从右手端切除字母来得出形式定义:
{\displaystyle \pi _{\Sigma }(s)={\begin{cases}\varepsilon &{\mbox{if }}s=\varepsilon {\mbox{ the empty string}}\\\pi _{\Sigma }(t)&{\mbox{if }}s=ta{\mbox{ and }}a\notin \Sigma \\\pi _{\Sigma }(t)a&{\mbox{if }}s=ta{\mbox{ and }}a\in \Sigma \end{cases}}}
这里的 {\displaystyle \varepsilon } 指示空串。字符串的投影本质上同于关系代数中的投影。
字符串投影可以提升为语言的投影。给定形式语言 L，它的投影给出自
{\displaystyle \pi _{\Sigma }(L)=\{\pi _{\Sigma }(s)\vert s\in L\}}

## 右商
字符串 s  与字母 a 的右商是在字符串 s 中切断右手端字母 a 得到的字符串。它被指示为 {\displaystyle s/a}。如果字符串在右手端没有 a，则结果是空串。就是:
{\displaystyle (sa)/b={\begin{cases}s&{\mbox{if }}a=b\\\varepsilon &{\mbox{if }}a\neq b\end{cases}}}
空串的右商可以是:
{\displaystyle \varepsilon /a=\varepsilon }
类似的，给出幺半群 {\displaystyle M} 的子集 {\displaystyle S\subset M}，可以定义商子集为
{\displaystyle S/a=\{s\in M\vert sa\in S\}}
左商可以类似的定义，运算发生在字符串的左端。

## 语法关系
幺半群 {\displaystyle M} 的子集 {\displaystyle S\subset M} 的右商定义了一个等价关系，叫做 S 的右语法关系。它给出为
{\displaystyle \sim _{S}\;\,=\,\{(s,t)\in M\times M\vert S/s=S/t\}}
关系明显是有有限索引的(有有限数目个等价类)，当且仅当右商族有限的；就是说如果
{\displaystyle \{S/m\vert m\in M\}}
是有限的。在这种情况下，S 是可识别语言，就是说可被有限状态自动机识别的语言。这个在语法幺半群中详细讨论。

## 右取消
字符串 s 与字母 a 的右取消是切除字符串 s 右手端的字母 a 的首次出现得到的字符串。它被指示为 {\displaystyle s\div a} 并被递归的定义为
{\displaystyle (sa)\div b={\begin{cases}s&{\mbox{if }}a=b\\(s\div b)a&{\mbox{if }}a\neq b\end{cases}}}
空串总是可取消的:
{\displaystyle \varepsilon \div a=\varepsilon }
明显的，右取消和投影可交换:
{\displaystyle \pi _{\Sigma }(s)\div a=\pi _{\Sigma }(s\div a)}

## 前缀
字符串的前缀是关于给定语言一个字符串的所有前缀的集合:
{\displaystyle \operatorname {Pref} _{L}(s)=\{t\vert s=tu{\mbox{ for }}u\in L\}}
语言的前缀闭包是 
{\displaystyle \operatorname {Pref} (L)=\bigcup _{s\in L}\operatorname {Pref} _{L}(s)}
一个语言叫做前缀闭合的，如果 {\displaystyle \operatorname {Pref} (L)=L}。明显的，前缀闭包算子是幂等的:
{\displaystyle \operatorname {Pref} (\operatorname {Pref} (L))=\operatorname {Pref} (L)}
前缀关系是二元关系 {\displaystyle \sqsubseteq }，有着 {\displaystyle s\sqsubseteq t} 当且仅当 {\displaystyle s\in \operatorname {Pref} _{L}(t)}。 
前缀文法生成(关于这个文法)前缀闭合的语言。

## 引用
- John E. Hopcroft and Jeffrey D. Ullman, Introduction to Automata Theory, Languages and Computation, Addison-Wesley Publishing, Reading Massachusetts, 1979. ISBN 0-201-02988-X. (See chapter 3.)